# 1913 Sekanina
Az 1913 Sekanina (ideiglenes jelöléssel 1928 SF) a Naprendszer kisbolygóövében található aszteroida. Karl Wilhelm Reinmuth fedezte fel 1928. szeptember 22-én.